# کریستف گافری
کریستف گافری (انگلیسی: Christophe Gaffory؛ زادهٔ ۱۰ مهٔ ۱۹۸۸) بازیکن فوتبال اهل فرانسه است.
از باشگاه‌هایی که در آن بازی کرده‌است می‌توان به باشگاه فوتبال ونس و باشگاه فوتبال باستیا اشاره کرد.
وی همچنین در تیم ملی فوتبال Corsica بازی کرده‌است.